# The Smiths (album)
The Smiths je první studiové album anglické skupiny The Smiths. Vydáno bylo v únoru roku 1984 společností Rough Trade Records a produkoval jej John Porter (desku původně produkoval Troy Tate, avšak kapela s jeho produkcí nebyla spokojena). Na písni „Hand in Glove“ se produkčně podíleli členové kapely. V hitparádě UK Albums Chart se album umístilo na druhé příčce. Na obalu alba se nachází fotografie herce Joea Dallesandoa z filmu Flesh.

## Seznam skladeb
Autory všech skladeb jsou Morrissey a Johnny Marr.
1. „Reel Around the Fountain“ – 5:58
2. „You've Got Everything Now“ – 3:59
3. „Miserable Lie“ – 4:29
4. „Pretty Girls Make Graves“ – 3:44
5. „The Hand That Rocks the Cradle“ – 4:38
6. „This Charming Man“ – 2:42
7. „Still Ill“ – 3:23
8. „Hand in Glove“ – 3:25
9. „What Difference Does It Make?“ – 3:51
10. „I Don't Owe You Anything“ – 4:05
11. „Suffer Little Children“ – 5:28

## Obsazení
The Smiths
- Morrissey – zpěv
- Johnny Marr – kytara, harmonika
- Andy Rourke – baskytara
- Mike Joyce – bicí

Ostatní hudebníci
- Paul Carrack – klávesy
- Annalisa Jablonska – zpěv